# Missokülä
Missokülä – wieś w Estonii, w prowincji Võru, w gminie Misso.